# Александровка (Вознесенский район)
Алекса́ндровка (укр. Олекса́ндрівка) — посёлок в Вознесенском районе Николаевской области Украины.

## Географическое положение
Находится на берегу реки Южный Буг, в 3 км от железнодорожной станции Трикратное.

## История
Посёлок возник в 1704 году как зимовник казаков Бугогардовской паланки. Со временем зимовник вырос до слободы, известной как Александровская. 
После ликвидации Войска Запорожского в слободу в 1775 году перевели полк Бугского казацкого войска. Основу полка составляли молдаване, перешедшие на сторону России во время русско-турецкой войны. Молдаване составляют значительную часть населения Александровки.
До революции село входило в Елисаветградский уезд Херсонской области. В 1918 году в Александровке запущена первая в Украине гидроэлектростанция – являющаяся промышленным памятником. Побережье водохранилища к северу от посёлка является заповедной зоной национального парка «гранитно-Степное Побужье».
В ходе Великой Отечественной войны в 1941—1943 гг. находилась под немецкой оккупацией.
В 1963 году здесь был открыт Дом культуры, в 1968 году Александровка стала посёлком городского типа.
В 1978 году здесь действовали ГЭС, комбинат строительных материалов, комбинат хлебопродуктов, завод железобетонных изделий, камнедробильный завод, завод по производству силикатного кирпича, коноплезавод, комбинат бытового обслуживания, два гранитных карьера, три общеобразовательные школы, больница и Дом культуры.
В мае 1995 года Кабинет министров Украины утвердил решение о приватизации находившихся здесь завода железобетонных изделий и двух гранитных карьеров.

## Население
В январе 1989 года численность населения составляла 6338 человек.
По результатам Всеукраинской переписи населения 2001 года, численность населения составляла 5944 человек. 
По состоянию на 1 января 2013 года численность населения составляла 5410 человек.

### Языковой состав
Родной язык населения по данным переписи 2001 года:
| Язык       | Численность, чел. | Доля     |
| ---------- | ----------------- | -------- |
| Украинский | 5 534             | 93,10 %  |
| Русский    | 281               | 4,73 %   |
| Молдавский | 98                | 1,65 %   |
| Другие     | 31                | 0,52 %   |
| Итого      | 5 944             | 100,00 % |

## Экономика
- газокомпрессорная станция Александровского линейного управления магистральных газопроводов[10]

## Местный совет
56530, Николаевская обл., Вознесенский р-н, пгт Александровка, ул. Генерала Подзигуна, 208